# 語音省略
語音省略（Elision）包含輔音省略、元音省略，乃至音節省略等現象。這種省略是指說話者的語流裡的某些發音消失。不少連音、懶音現象亦歸屬之。

## 范例

### 英語
| comfortable: | /ˈkʌmfərtəbəl/ | → /ˈkʌmftərbəl/                                                   |
| fifth:       | /ˈfɪfθ/        | → /ˈfɪθ/                                                          |
| him:         | /hɪm/          | → /ɪm/                                                            |
| laboratory:  | /læˈbɔrətɔri/  | → /ˈlæbrətɔri/ (American English), /ləˈbɔrətri/ (British English) |
| temperature: | /ˈtɛmpərətʃər/ | → /ˈtɛmpərtʃər/, /ˈtɛmprətʃər/                                    |
| vegetable:   | /ˈvɛdʒətəbəl/  | → /ˈvɛdʒtəbəl/                                                    |

### 法語
le enfant → l'enfant　男孩子
je aime ... → j'aime　我喜歡……
Que est-ce que ce est ? → Qu'est-ce que c'est ?　這是什麼？

### 日語
「笑ってる」「waratte iru」
「光ってます」 「hikatte imasu」
原來為「waratte iru」「hikatte imasu」其中「i」因之前有「e」故省略之，變為「waratte ru」「hikatte masu」。

### 臺灣闽南语
Gún a-bú bat kóng-kùe(阮阿母曾講過) 音變為 Gún bú--ah bat kóng-kue。 （元音省略；a-bú(阿母) 省略前元音 a、造成前元音 a 後移，形成 bú--ah）
la̍k-pah-peh (六百八) 音變為 la̍k-ah-peh。 （輔音省略；pah(百) 省略輔音 p，只剩前開元音 a）
hōo-lâng hiâm(讓人嫌) 音變為 hőng hiâm。 （元輔音省略；lâng(人) 省略輔音 l、元音 â，只剩軟顎濁鼻音 ng）
經過長久的演化、部分臺語音節會產生省略脫落的音變現象，導因於相互語音牽扯、且音節辨義上不致含糊亦可省略。省略脫落的音節結構，大部分會出現在常用之短詞組語音連接時中間的音節上、極少部分出現在後面的音節。此種音節上的變異類如隨前輕聲的特性，亦將之歸為音變的現象。音變後、前面音節與中間音節會結合成為一個連讀音節，後面音節還是維持原來之獨立音節不變。此種音節省略(音變現象)大致歸為三類：元音省略(或則：元音移位)、輔音省略，及元輔音省略。除音節省略外，亦有分音符、元音弱化（Apophony）、輔音強化、輔音弱化等之現象。

## 外部連結
- French examples （页面存档备份，存于） (contains pop-up ad)
- Greek Grammar
- Putting Words Together